# Motorwagenfabrik Excelsior
Motorwagenfabrik Excelsior était un constructeur automobile suisse.

## Historique de l’entreprise
La Motorwagenfabrik Excelsior a été fondée en 1904 à Zurich par le designer automobile Rudolf Egg, ancien copropriétaire de la société Egg & Egli. L’entreprise a produit des automobiles dans une usine de Wollishofen sur le lac de Zurich jusqu’en 1907.

## Véhicules
Le premier modèle était une production sous licence de l’Oldsmobile Curved Dash. Il était équipé d’un moteur monocylindre de 6 ch. Il a été présenté en 1905 au premier Salon de l'automobile de Genève. Deux sources avancent que les véhicules ont été produits dès 1904,.
En 1906, il a été remplacé par un modèle à quatre cylindres, dont le moteur intégré provenait de Fafnir.
Un véhicule de cette marque peut être vu au musée des transports de Dresde. Il est daté dans une source de 1905.